# Hikmet Ersek

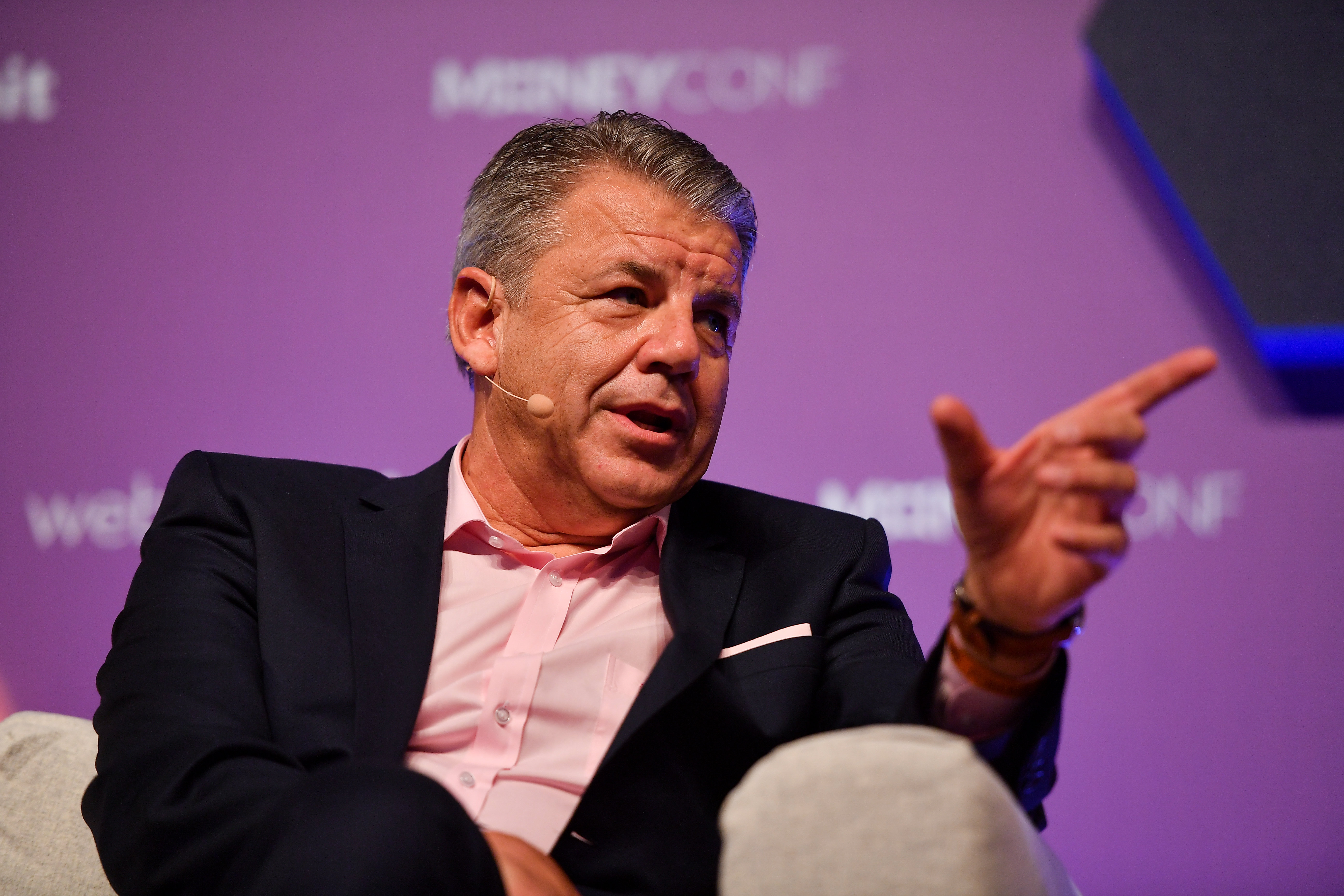
Ersek auf der Web Summit 2018

Hikmet Ersek (* 1961 in Istanbul) ist ein österreichischer Manager.

## Leben
Ersek wurde in Istanbul als Sohn eines türkischen Vaters und einer österreichischen Mutter geboren. Seine Eltern lernten sich in Paris kennen und ließen sich dann in Istanbul nieder. Er besuchte das österreichische St. Georgs-Kolleg in Istanbul. Später zog Ersek im Alter von 19 Jahren nach Österreich und studierte an der Wirtschaftsuniversität Wien, wo er einen Magisterabschluss in Wirtschaftswissenschaften und Business Administration erwarb.
Seine Karriere im Finanzdienstleistungsbereich begann Ersek 1986 bei MasterCard in Österreich. 1996 wechselte er zu GE Capital und vertrat die GE Corporation auch als National Executive in Österreich und Slowenien, bevor er 2010 zum US-amerikanischen Geldinstitut Western Union wechselte.
Bis 2021 war Ersek Chief Executive Officer und Director von Western Union. Er gab im Dezember 2021 seinen Rücktritt bekannt. Er wurde durch Devin McGranahan ersetzt, den ehemaligen Group President von Fiserv (NYSE: FISV).
Ersik ist in den Vereinigten Staaten österreichischer Honorarkonsul für die Bundesstaaten Colorado, New Mexico und Wyoming.

## Auszeichnungen
- 2019: Silbernes Ehrenzeichen für Verdienste um die Republik Österreich[3]